# Reading Royals
A Reading Royals egy amerikai jégkorongcsapat az pennsylvaniai Readingben. A franchise-ot 1991-ben alapították Columbus Chill néven, ami 1999-ig játszott, majd 2001-ben jött létre a jelenlegi is fennálló klub. A csapat az ECHL-ben játszik, azon belül a keleti főcsoportnak az északi divíziójában. A klub a 6 500 férőhelyes Santander Arenában játszik. A csapat partnerszerződésben áll a National Hockey League-ben szereplő Philadelphia Flyers-zel, illetve az American Hockey League-ben szereplő Lehigh Valley Phantoms-zal.

## Története
A franchise-ot 1991-ben alapították Columbus Chill néven.

### Franchise története
- 1991–1999: Columbus Chill
- 2001–napjainkig: Reading Royals

## Helyezések
Kelly-kupa: 2012-13